# Tadeusz Krępowiecki
Tadeusz Szymon Krępowiecki (ur. 1798 w Warszawie, zm. 5 stycznia 1847 w Londynie) – polski polityk i publicysta, działacz niepodległościowy i rewolucyjno-demokratyczny, uczestnik powstania listopadowego.

## Życiorys
Pochodził z rodziny neofickiej pochodzenia żydowskiego. Przed powstaniem zmienił imię na Tadeusz, do 1831 używał imienia Szymon. Jego przodek Adam Krępowiecki został ochrzczony wraz z grupą frankistów w 1759 we Lwowie.

### Działalność polityczna i powstańcza
Był wiceprezesem Towarzystwa Patriotycznego, przeciwnikiem dyktatury gen. Chłopickiego. Należał do lewicowego skrzydła TP.  Podczas powstania listopadowego walczył w bitwach pod Stoczkiem i Boremlem. Podczas obrony Warszawy został ranny.
Obarczał szlachtę winą za upadek powstania i wyzysk chłopów. Po upadku powstania przebywał na emigracji w Paryżu. Współzałożyciel Towarzystwa Demokratycznego Polskiego, z którego wkrótce wystąpił ze względu na swoje radykalne poglądy. Był czołowym ideologiem i jednym z twórców Gromad Ludu Polskiego. Zmarł na emigracji w Londynie.